# Meiolania
Meiolania, conhecidas por vezes como tartarugas-gigantes-australianas, é um gênero extinto de tartaruga Cryptodira, que viveu do Oligoceno até o Holoceno, com as últimas populações, na Nova Caledônia, que sobreviveram até 2.000 anos atrás.
O animal era muito grande, medindo 2,5 metros (8,2 pés) de comprimento, tornando-o maior da tartaruga conhecida não-marinha. Ele vivia na Austrália e na Nova Caledônia ; comia plantas. Seus parentes sobreviventes são as tartarugas Cryptodira da América do Sul. Os espécimes Meiolania que viveram na Nova Caledônia e Lord Howe eram muito menores que seus parentes gigante do continente australiano.
Quando o primeiro fóssil (a vértebra) foi encontrado, pensava-se que pertencia a um lagarto monitor grande, semelhante, mas menor do que Megalania, portanto, o gênero foi nomeado em conformidade. Mais tarde, quando mais fósseis foram encontrados, percebeu-se que o espécime (apelidado de "o pequeno vagabundo") era na verdade uma tartaruga, e não um lagarto.

## Anatomia
Meiolania tinha um crânio que ostentava muitas saliências,e com dois grandes chifres no topo da cabeça. O crânio tinha uma largura total de 60 centímetros. A cauda era protegida por "anéis" blindados, e ostentava afiadas espigas. A forma do corpo de Meiolania pode ser comparada com a forma corporal dos da anquilossauros.